# ينبوت
الغاف المليء أو الينبوت  (الاسم العلمي: Prosopis farcta) هو نوع من النباتات يتبع جنس الغاف من الفصيلة البقولية. الاسم العلمي مكون من كلمتين الأولى وتسير إلى اسم الجنس وهو الغاف والثاني وهي كلمة لاتينية تعني المليء أو الممتلئ أو المحشو (بالإنجليزية: stuffed, filled) وتشير إلى جراب الثمار السميك والغير مضغوط.